# CONCACAF League 2020
La CONCACAF League 2020 è la 4ª edizione della CONCACAF League. L'avvio della competizione avrebbe dovuto essere il 28 luglio, ma a causa della pandemia di Covid-19 è stato posticipato al 20 ottobre.

## Formula
Partecipano 22 squadre: tre ciascuno per Costarica, Guatemala, Honduras, Panama ed El Salvador, due per il Nicaragua, una per Belize e Canada, più le squadre piazzatesi dal secondo al quarto posto nel Campionato per club CFU. 12 squadre partecipano a un turno preliminare, le cui 6 vincenti si aggiungono alle altre 10 qualificate agli ottavi di finale. Tutti i turni sono ad eliminazione diretta ed erano inizialmente previsti con partite di andata e ritorno, ma visto il rinvio del torneo per la pandemia di Covid-19 si è optato per disputare tutti i turni in gara secca, in casa della squadra col miglior ranking.
Le migliori sei squadre si qualificano alla CONCACAF Champions League 2021. Le perdenti dei quarti di finale non vengono più classificate in base ai punti ottenuti nei turni precedenti, ma si sfidano in gara secca per individuare le ultime due qualificate.

## Date
| Turno            | Sorteggio                 | Date               |
| ---------------- | ------------------------- | ------------------ |
| Preliminare      | 21 settembre 2020 (Miami) | 20-22 ottobre 2020 |
| Ottavi di finale | 21 settembre 2020 (Miami) | 3-5 novembre 2020  |
| Quarti di finale | 21 settembre 2020 (Miami) | 1-2 dicembre 2020  |
| Play-in          | 21 settembre 2020 (Miami) | 8-9 dicembre 2020  |
| Semifinali       | 21 settembre 2020 (Miami) | 20 gennaio 2021    |
| Finale           | 21 settembre 2020 (Miami) | 3 febbraio 2021    |

## Squadre partecipanti
| Nazione             | Slot  | Club               | Qualificazione                                                               |
| ------------------- | ----- | ------------------ | ---------------------------------------------------------------------------- |
| Costa Rica 3 posti  | CRC 1 | Saprissa           | Campione Torneo Clausura 2020                                                |
| Costa Rica 3 posti  | CRC 2 | Herediano          | Campione Torneo Apertura 2019                                                |
| Costa Rica 3 posti  | CRC 3 | Alajuelense        | Non campione meglio piazzata nella classifica aggregata 2019-2020            |
| El Salvador 3 posti | SLV 1 | Alianza            | Campione Torneo Apertura 2019                                                |
| El Salvador 3 posti | SLV 2 | FAS                | Non campione meglio piazzata nella classifica aggregata 2019-2020            |
| El Salvador 3 posti | SLV 3 | Municipal Limeño   | Non campione seconda piazzata nella classifica aggregata 2019-2020           |
| Guatemala 3 posti   | GTM 1 | CSD Municipal      | Campione Torneo Apertura 2019                                                |
| Guatemala 3 posti   | GTM 2 | Comunicaciones     | Non campione meglio piazzata nella classifica aggregata 2019-2020            |
| Guatemala 3 posti   | GTM 3 | Antigua GFC        | Non campione seconda piazzata nella classifica aggregata 2019-2020           |
| Honduras 3 posti    | HON 1 | Olimpia            | Campione Torneo Apertura 2019                                                |
| Honduras 3 posti    | HON 2 | Marathón           | Non campione meglio piazzata nella classifica aggregata 2019-2020            |
| Honduras 3 posti    | HON 3 | Motagua            | Non campione seconda piazzata nella classifica aggregata 2019-2020           |
| Panama 3 posti      | PAN 1 | Tauro              | Campione Torneo Apertura 2019                                                |
| Panama 3 posti      | PAN 2 | San Francisco      | Non campione meglio piazzata nella classifica aggregata 2019-2020            |
| Panama 3 posti      | PAN 3 | Indep. La Chorrera | Non campione seconda piazzata nella classifica aggregata 2019-2020           |
| Nicaragua 2 posti   | NIC 1 | Real Estelí        | Campione Torneo Apertura 2019 e Torneo Clausura 2020                         |
| Nicaragua 2 posti   | NIC 2 | Managua            | Finalista Torneo Apertura 2019 e Torneo Clausura 2020                        |
| Belize 1 posto      | BLZ 1 | Hankook Verdes     | Campione Opening season 2019                                                 |
| Canada 1 posto      | CAN 2 | Forge              | Campione della Canadian Premier League 2019                                  |
| CFU 3 posti         | CCC 2 | Waterhouse         | Seconda miglior squadra della fase a gironi del Campionato per club CFU 2020 |
| CFU 3 posti         | CCC 3 | Arcahaie           | Terza miglior squadra della fase a gironi del Campionato per club CFU 2020   |
| CFU 3 posti         | CCC 4 | Cibao              | Quarta miglior squadra della fase a gironi del Campionato per club CFU 2020  |

## Sorteggio
Il sorteggio si è svolto a Miami, il 21 settembre 2020. Le squadre sono state sorteggiate in un tabellone di tipo tennistico, che determina gli accoppiamenti di tutti i turni fino alla finale, nonché il fattore campo fino agli ottavi di finale. Nei turni successivi il fattore campo è determinato dal ranking.
Le squadre sono divise in quattro urne, le prime due per le squadre che esordiscono dal turno preliminare, la terza e la quarta per gli accoppiamenti degli ottavi di finale. La disposizione nelle urne dipende da un indice elaborato dalla CONCACAF, che prende in considerazione i risultati nelle ultime cinque edizioni di Champions League e CONCACAF League. L'indice non viene calcolato per ogni singola squadra ma per gli "slot" assegnati a ogni paese.
I punti del coefficiente vengono così assegnati:
- 4 punti per ogni partecipazione alla Champions League
- 2 punti per ogni partecipazione alla CONCACAF League
- 3 punti per ogni vittoria
- 1 punto per ogni pareggio
- 1 punto per ogni turno superato in Champions League
- 0,5 punti per ogni turno superato in CONCACAF League
- 2 punti per la vittoria della Champions League
- 1 punto per la vittoria della CONCACAF League.[9]

| Urna   | Pos. | Slot  | Pt. 2015/16 | Pt. 2016/17 | Pt. 2017/18 | Pt. 2017/18 | Pt. 2018/19 | Pt. 2018/19 | Pt. 2019/20 | Totale |
| Urna   | Pos. | Slot  | CHL         | CHL         | CL          | CHL         | CL          | CHL         | CL          | Totale |
| ------ | ---- | ----- | ----------- | ----------- | ----------- | ----------- | ----------- | ----------- | ----------- | ------ |
| Urna 1 | 1    | CRC 3 |             |             | 2           |             | 19,5        |             | 27          | 48,5   |
| Urna 1 | 2    | SLV 2 | 6           | 5           | 11,5        |             | 5           |             | 7,5         | 35     |
| Urna 1 | 3    | SLV 3 |             |             | 8,5         |             | 6,5         |             | 16,5        | 31,5   |
| Urna 1 | 4    | PAN 3 |             |             | 11          |             | 15          |             | 2           | 28     |
| Urna 1 | 5    | HON 3 |             |             | 2           |             | 21,5        |             | 3           | 26,5   |
| Urna 1 | 6    | CCC 3 | 5           | 4           | 5           |             | 5,5         |             | 4           | 23,5   |
| Urna 2 | 7    | BLZ 1 | 8           | 4           | 2           |             | 2           |             | 2           | 18     |
| Urna 2 | 8    | GUA 2 | 8           | 6           |             |             |             |             | 3           | 17     |
| Urna 2 | 9    | NIC 2 |             |             | 9,5         |             | 2           |             | 5           | 16,5   |
| Urna 2 | 10   | CCC 4 |             |             | 2           |             | 5           |             | 5,5         | 12,5   |
| Urna 2 | 11   | GUA 3 |             |             |             |             |             |             | 12          | 12     |
| Urna 2 | 12   | CAN 2 |             |             |             |             |             |             | 9,5         | 9,5    |

| Urna   | Pos.  | Slot                         | Pt. 2015/16                  | Pt. 2016/17                  | Pt. 2017/18                  | Pt. 2017/18                  | Pt. 2018/19                  | Pt. 2018/19                  | Pt. 2019/20                  | Totale                       |
| Urna   | Pos.  | Slot                         | CHL                          | CHL                          | CL                           | CHL                          | CL                           | CHL                          | CL                           | Totale                       |
| ------ | ----- | ---------------------------- | ---------------------------- | ---------------------------- | ---------------------------- | ---------------------------- | ---------------------------- | ---------------------------- | ---------------------------- | ---------------------------- |
| Urna 3 | 1     | PAN 1                        | 10                           | 20                           |                              | 8                            |                              | 12                           | 5                            | 55                           |
| Urna 3 | 2     | HON 1                        | 10                           | 11                           |                              | 5                            |                              | 4                            | 16,5                         | 46,5                         |
| Urna 3 | 3     | PAN 2                        | 10                           | 8                            | 13                           |                              | 8,5                          |                              | 6,5                          | 46                           |
| Urna 3 | 4     | HON 2                        | 11                           | 11                           | 2                            |                              | 3                            |                              | 13                           | 40                           |
| Urna 3 | 5     | CRC 1                        | 10                           | 8                            |                              | 5                            |                              | 7                            | 7,5                          | 37,5                         |
| Urna 3 | 6     | CRC 2                        | 9                            | 14                           |                              | 5                            | 3                            |                              | 4                            | 35                           |
| Urna 3 | 7     | SLV 1                        | 7                            | 9                            |                              | 7                            |                              | 5                            | 5                            | 33                           |
| Urna 3 | 8     | CCC 2                        | 7                            | 5                            | 2                            |                              | 5                            |                              | 5,5                          | 24,5                         |
| Urna 4 | 9     | GUA 1                        | 8                            | 9                            |                              |                              |                              | 4                            | 3                            | 24                           |
| Urna 4 | 10    | NIC 1                        | 4                            | 6                            | 5                            |                              | 5,5                          |                              | 3                            | 23,5                         |
| Urna 4 | 11-16 | Vincitrici turno preliminare | Vincitrici turno preliminare | Vincitrici turno preliminare | Vincitrici turno preliminare | Vincitrici turno preliminare | Vincitrici turno preliminare | Vincitrici turno preliminare | Vincitrici turno preliminare | Vincitrici turno preliminare |

## Partite

### Tabellone
|  | Preliminare        | Preliminare |  |  | Ottavi         | Ottavi |  |                | Quarti      | Quarti |  |                   | Semifinali | Semifinali |  |             | Finale   | Finale |
|  |                    |             |  |  |                |        |  |                |             |        |  |                   |            |            |  |             |          |        |
|  | Alajuelense        | 3           |  |  |                |        |  |                |             |        |  |                   |            |            |  |             |          |        |
|  | Alajuelense        | 3           |  |  |                |        |  |                |             |        |  |                   |            |            |  |             |          |        |
|  | Cibao              | 0           |  |  | Alajuelense    | 1      |  |                |             |        |  |                   |            |            |  |             |          |        |
|  | Cibao              | 0           |  |  | Alajuelense    | 1      |  |                |             |        |  |                   |            |            |  |             |          |        |
|  |                    |             |  |  | San Francisco  | 0      |  |                |             |        |  |                   |            |            |  |             |          |        |
|  |                    |             |  |  | San Francisco  | 0      |  |                |             |        |  |                   |            |            |  |             |          |        |
|  |                    |             |  |  |                |        |  | Alajuelense    | 2           |        |  |                   |            |            |  |             |          |        |
|  |                    |             |  |  |                |        |  | Alajuelense    | 2           |        |  |                   |            |            |  |             |          |        |
|  |                    |             |  |  |                |        |  |                | Real Estelí | 1      |  |                   |            |            |  |             |          |        |
|  |                    |             |  |  |                |        |  |                | Real Estelí | 1      |  |                   |            |            |  |             |          |        |
|  |                    |             |  |  | Herediano      | 0      |  |                |             |        |  |                   |            |            |  |             |          |        |
|  |                    |             |  |  | Herediano      | 0      |  |                |             |        |  |                   |            |            |  |             |          |        |
|  |                    |             |  |  | Real Estelí    | 1      |  |                |             |        |  |                   |            |            |  |             |          |        |
|  |                    |             |  |  | Real Estelí    | 1      |  |                |             |        |  |                   |            |            |  |             |          |        |
|  |                    |             |  |  |                |        |  |                |             |        |  | Alajuelense (dtr) | 0 (5)      |            |  |             |          |        |
|  |                    |             |  |  |                |        |  |                |             |        |  | Alajuelense (dtr) | 0 (5)      |            |  |             |          |        |
|  |                    |             |  |  |                |        |  |                |             |        |  |                   | Olimpia    | 0 (4)      |  |             |          |        |
|  |                    |             |  |  |                |        |  |                |             |        |  |                   | Olimpia    | 0 (4)      |  |             |          |        |
|  |                    |             |  |  | Olimpia        | 6      |  |                |             |        |  |                   |            |            |  |             |          |        |
|  |                    |             |  |  | Olimpia        | 6      |  |                |             |        |  |                   |            |            |  |             |          |        |
|  | FAS                | 1 (4)       |  |  | Managua        | 0      |  |                |             |        |  |                   |            |            |  |             |          |        |
|  | FAS                | 1 (4)       |  |  |                | 0      |  |                |             |        |  |                   |            |            |  |             |          |        |
|  | Managua (dtr)      | 1 (5)       |  |  |                |        |  | Olimpia        | 2           |        |  |                   |            |            |  |             |          |        |
|  | Managua (dtr)      | 1 (5)       |  |  |                |        |  |                |             |        |  |                   |            |            |  |             |          |        |
|  |                    |             |  |  |                |        |  |                | Motagua     | 0      |  |                   |            |            |  |             |          |        |
|  |                    |             |  |  |                |        |  |                |             |        |  |                   |            |            |  |             |          |        |
|  |                    |             |  |  | Alianza        | 1 (3)  |  |                |             |        |  |                   |            |            |  |             |          |        |
|  |                    |             |  |  |                |        |  |                |             |        |  |                   |            |            |  |             |          |        |
|  | Motagua (dtr)      | 2 (15)      |  |  | Motagua (dtr)  | 1 (4)  |  |                |             |        |  |                   |            |            |  |             |          |        |
|  | Motagua (dtr)      | 2 (15)      |  |  |                |        |  |                |             |        |  |                   |            |            |  |             |          |        |
|  | Comunicaciones     | 2 (14)      |  |  |                |        |  |                |             |        |  |                   |            |            |  | Alajuelense | 3        |        |
|  | Comunicaciones     | 2 (14)      |  |  |                |        |  |                |             |        |  |                   |            |            |  | Alajuelense | 3        |        |
|  |                    |             |  |  |                |        |  |                |             |        |  |                   |            |            |  |             | Saprissa | 2      |
|  |                    |             |  |  |                |        |  |                |             |        |  |                   |            |            |  |             | Saprissa | 2      |
|  |                    |             |  |  | Marathón (dtr) | 1 (4)  |  |                |             |        |  |                   |            |            |  |             |          |        |
|  |                    |             |  |  | Marathón (dtr) | 1 (4)  |  |                |             |        |  |                   |            |            |  |             |          |        |
|  | Indep. La Chorrera | 0 (2)       |  |  | Antigua GFC    | 1 (3)  |  |                |             |        |  |                   |            |            |  |             |          |        |
|  | Indep. La Chorrera | 0 (2)       |  |  |                |        |  |                |             |        |  |                   |            |            |  |             |          |        |
|  | Antigua GFC (dtr)  | 0 (4)       |  |  |                |        |  | Marathón       | 0           |        |  |                   |            |            |  |             |          |        |
|  | Antigua GFC (dtr)  | 0 (4)       |  |  |                |        |  | Marathón       | 0           |        |  |                   |            |            |  |             |          |        |
|  |                    |             |  |  |                |        |  |                | Saprissa    | 2      |  |                   |            |            |  |             |          |        |
|  |                    |             |  |  |                |        |  |                |             |        |  |                   |            |            |  |             |          |        |
|  |                    |             |  |  | Saprissa       | 4      |  |                |             |        |  |                   |            |            |  |             |          |        |
|  |                    |             |  |  | Saprissa       | 4      |  |                |             |        |  |                   |            |            |  |             |          |        |
|  |                    |             |  |  | CSD Municipal  | 1      |  |                |             |        |  |                   |            |            |  |             |          |        |
|  |                    |             |  |  | CSD Municipal  | 1      |  |                |             |        |  |                   |            |            |  |             |          |        |
|  |                    |             |  |  |                |        |  |                |             |        |  | Saprissa          | 5          |            |  |             |          |        |
|  |                    |             |  |  |                |        |  |                |             |        |  | Saprissa          | 5          |            |  |             |          |        |
|  |                    |             |  |  |                |        |  |                |             |        |  |                   | Arcahaie   | 0          |  |             |          |        |
|  |                    |             |  |  |                |        |  |                |             |        |  |                   | Arcahaie   | 0          |  |             |          |        |
|  |                    |             |  |  | Waterhouse     | 1      |  |                |             |        |  |                   |            |            |  |             |          |        |
|  |                    |             |  |  | Waterhouse     | 1      |  |                |             |        |  |                   |            |            |  |             |          |        |
|  | Arcahaie (a tav.)  | 3           |  |  | Arcahaie       | 3      |  |                |             |        |  |                   |            |            |  |             |          |        |
|  | Arcahaie (a tav.)  | 3           |  |  |                | 3      |  |                |             |        |  |                   |            |            |  |             |          |        |
|  | Hankook Verdes     | 0           |  |  |                |        |  | Arcahaie (dtr) | 1 (4)       |        |  |                   |            |            |  |             |          |        |
|  | Hankook Verdes     | 0           |  |  |                |        |  | Arcahaie (dtr) | 1 (4)       |        |  |                   |            |            |  |             |          |        |
|  |                    |             |  |  |                |        |  |                | Forge       | 1 (2)  |  |                   |            |            |  |             |          |        |
|  |                    |             |  |  |                |        |  |                | Forge       | 1 (2)  |  |                   |            |            |  |             |          |        |
|  |                    |             |  |  | Tauro          | 1      |  |                |             |        |  |                   |            |            |  |             |          |        |
|  |                    |             |  |  | Tauro          | 1      |  |                |             |        |  |                   |            |            |  |             |          |        |
|  | Municipal Limeño   | 1           |  |  | Forge          | 2      |  |                |             |        |  |                   |            |            |  |             |          |        |
|  | Municipal Limeño   | 1           |  |  | Forge          | 2      |  |                |             |        |  |                   |            |            |  |             |          |        |
|  | Forge              | 2           |  |  |                |        |  |                |             |        |  |                   |            |            |  |             |          |        |
|  | Forge              | 2           |  |  |                |        |  |                |             |        |  |                   |            |            |  |             |          |        |

### Preliminare
Le gare si sono disputate fra il 20 e il 22 ottobre 2020, tranne l'incontro tra Alajuelense e Cibao posticipato al 4 novembre a causa di alcune positività al Covid-19 fra i giocatori.
| Squadra 1          | Risultato         | Squadra 2      |
| ------------------ | ----------------- | -------------- |
| Arcahaie           | 3 - 0             | Hankook Verdes |
| FAS                | 1 - 1 (4-5 dtr)   | Managua        |
| Indep. La Chorrera | 0 - 0 (2-4 dtr)   | Antigua GFC    |
| Municipal Limeño   | 1 - 2             | Forge          |
| Motagua            | 2 - 2 (15-14 dtr) | Comunicaciones |
| Alajuelense        | 3 - 0             | Cibao          |

### Ottavi di finale
Sei gare si sono disputate fra il 3 e il 5 novembre 2020, l'incontro tra Alajuelense e San Francisco è stato posticipato al 24 novembre per lo slittamento del turno preliminare, l'incontro tra Herediano e Real Estelí è stato posticipato al 24 novembre a causa di alcune positività al Covid-19 fra i giocatori.
| Squadra 1   | Risultato       | Squadra 2     |
| ----------- | --------------- | ------------- |
| Tauro       | 1 - 2           | Forge         |
| Marathón    | 1 - 1 (4-3 dtr) | Antigua GFC   |
| Alianza     | 1 - 1 (3-4 dtr) | Motagua       |
| Waterhouse  | 1 - 4           | Arcahaie      |
| Saprissa    | 4 - 1           | CSD Municipal |
| Olimpia     | 6 - 0           | Managua       |
| Herediano   | 0 - 1           | Real Estelí   |
| Alajuelense | 1 - 0           | San Francisco |

### Quarti di finale
Le gare si sono disputate fra il 1 e il 2 dicembre 2020.
| Squadra 1   | Risultato       | Squadra 2   |
| ----------- | --------------- | ----------- |
| Arcahaie    | 1 - 1 (4-2 dtr) | Forge       |
| Marathón    | 0 - 2           | Saprissa    |
| Alajuelense | 2 - 1           | Real Estelí |
| Olimpia     | 2 - 0           | Motagua     |

### Play-in round
In questo turno si sono affrontate le perdenti dei quarti di finale, per stabilire le due squadre che insieme alle quattro semifinaliste parteciperanno alla CONCACAF Champions League 2021. Le gare si sono disputate l'8 e il 9 dicembre 2020.
| Squadra 1 | Risultato       | Squadra 2   |
| --------- | --------------- | ----------- |
| Marathón  | 1 - 0           | Forge       |
| Motagua   | 2 - 2 (2-4 dtr) | Real Estelí |

### Semifinali
Le gare si sono disputate il 20 e il 22 gennaio 2021.
| Squadra 1   | Risultato       | Squadra 2 |
| ----------- | --------------- | --------- |
| Alajuelense | 0 - 0 (5-4 dtr) | Olimpia   |
| Saprissa    | 5 - 0           | Arcahaie  |

### Finale
La gara si è disputata il 3 febbraio 2021.
| Squadra 1   | Risultato | Squadra 2 |
| ----------- | --------- | --------- |
| Alajuelense | 3 - 2     | Saprissa  |